# Façade (magazine)
Pour les articles homonymes, voir Façade (homonymie).
 (juillet 2022).
Façade est un magazine français, publié à Paris et diffusé à l’international. Créé en 1976 par Alain Benoist et Hervé Pinard, il paraît sous la forme de 14 numéros, sans date ni périodicité, jusqu’en 1983. Trente ans après, un quinzième numéro paraît, suivi d'un seizième en 2017.   

## Historique
Au milieu des années 1970, Laurent Laclos, Tokyo Kumagaï et Alain Benoist discutent d'un projet de journal qu'ont en commun Laurent et Alain. Alors qu’en France, Actuel de Jean-François Bizot diffusait de l’underground, Alain Benoist et Hervé Pinard, des publicitaires, décidèrent de prendre le contre-pied et de se positionner comme magazine underground, s'inspirant d'Interview. En ce qui concerne les dimensions et la typographie, ils souhaitaient être uniques. Ainsi, Façade a un format original de 29 cm × 34,5 cm fermé, 58 cm × 34,5 cm en panoramique, et une typographie originale dessinée par Alain Benoist.  
Après avoir toutes leurs bases, vient le temps de créer le contenu du premier Façade. Alain Benoist accompagné de Junko Shimada saisit l’opportunité de rencontrer John Waters, à New York, en mars 1976, pour l’interviewer, au détour de cette rencontre, dans la cuisine de la journaliste correspondante du Elle français, Mitty Gain.[réf. nécessaire]
Ainsi, le premier numéro de Façade paraît au mois de juin 1976, édité chez Alain Benoist à 5 000 exemplaires. Ce dernier, sera disponible, sous forme de dépôt-vente, dans des librairies telles et quelques kiosques parisiens. Pour assurer la communication, ils faisaient de l’affichage sauvage dans Paris en placardant la couverture no 1 sur les murs, plus précisément celui du Club 7 rue Sainte-Anne, pour y vendre le magazine la nuit à la criée.[réf. nécessaire]  
Quelques jours après leur arrivée et par hasard, au café des Arts, place des Lys, les baroudeurs rencontrent Lady B amie de toute la gotta tropézienne. En se liant d’amitié avec elle, elle réussit à leur décrocher un article et une photo dans la Gazette de St Tropez, lecture phare des Tropéziens. Coup de communication parfait : les 500 exemplaires sont vendus. À partir de là, tout va très vite avec cette clientèle people artistique qui permet de bien installer Façade, comme étant dès sa première parution un magazine conceptuel original, ce qui les poussera à réaliser d’autres numéros.
Les trois premières éditions sont réalisées chez Alain Benoist puis rue du Renard après ; il est possible d'y voir des images de Pierre Commoy qui travaille alors seul. À partir du quatrième numéro, Façade mettra une star mondialement connue en couverture (en commençant par Warhol sur le no 4, avec Edwige Belmore en 4e de couverture) et parfois une personnalité locale en quatrième ; ainsi Djemila Khelfa, Jacno ou Eva Ionesco se retrouvent en toute fin de magazine. Hervé Pinard, puis Thierry Ardisson plus tard, s'occupent de la conception tandis que Laurent Laclos prend en charge les images, le tout sous la responsabilité artistique de Jean-Luc Maître. S'inspirant de la maquette de journaux comme France-Dimanche, on y trouve entre autres des interviews de personnalités réalisées par Maud Molyneux, des articles d'Yves Adrien, des chroniques d'Alain Pacadis et dans chaque numéro une « fausse » publicité créée par Karl Lagerfeld,.
Avec l’arrivée de Lydia Goldberg en 1996 chez Façade, l’idée de relancer un magazine surgit. Trente ans après le no 14, le retour du magazine se devait de garder l’esprit et être à la hauteur des précédentes éditions. Ainsi, il fallait une star internationalement reconnue qui incarnerait  ce retour d’une manière rock’n’roll,  avec une histoire à raconter. De ce fait, Jane Birkin, incarnait parfaitement cette exigence. Le créateur Gareth Pugh complétait bien Jane Birkin. Ils entrent donc en contact avec lui via Michelle Lamy, la compagne de Rick Owens. Fin février 2013, le numéro 15 sort, trente ans après le numéro 14.
Pour les 40 ans de Façade, en 2017, un seizième numéro paraît.[réf. souhaitée]